# Repubblica delle Hawaii
La Repubblica delle Hawaii fu uno Stato indipendente, esistito tra il 1894 e il 1898 e corrispondente all'attuale Stato federato delle Hawaii.

## Storia
"Repubblica delle Hawaii" fu il nome ufficiale di un governo che resse la politica hawaiana dal 1894 al 1898. Il periodo durante il quale l'arcipelago si resse a repubblica si intercala tra il governo provvisorio delle Hawaii e l'adozione della "Newlands Resolution", in seguito alla quale le isole furono annesse agli USA.
La Repubblica delle Hawaii fu governata da politici e funzionari di origine europea, come Sanford Ballard Dole e Lorrin Andrews Thurston, i quali, nati nel Regno delle Hawaii, parlavano la lingua hawaiana, ma erano legati strettamente, dal punto di vista culturale, finanziario e politico, con gli USA.
La repubblica stessa nacque nel momento in cui i coloni europei vollero rovesciare la monarchia costituzionale hawaiiana, estromettendo gli "indigeni" dal potere politico; in particolar modo la loro ostilità era rivolta sia ai nativi dell'arcipelago, occidentalizzati, che percepivano come una possibile minaccia, che verso i coloni giapponesi, che praticavano forme economiche molto simili e concorrenziali a quelle dei piantatori bianchi di canna da zucchero, copra e legno di sandalo.
Inoltre i coloni bianchi di origine americana bramavano l'annessione agli Stati Uniti per evitarne le nuove leggi protezionistiche che, volte a difendere i prodotti tropicali del sud-est degli USA dalla concorrenza, avevano estromesso lo zucchero di canna hawaiiano dal loro mercato, principale destinatario delle esportazioni del regno delle Hawaii.